# Gabriel Cullaigh
Gabriel Cullaigh (né le 8 avril 1996 à Holmfirth en Angleterre) est un coureur cycliste britannique, participant à des épreuves sur route et sur piste.

## Biographie
En 2013, Gabriel Cullaigh devient vice-champion de Grande-Bretagne sur route juniors (moins de 19 ans). L'année suivante, il remporte trois médailles aux championnats d'Europe sur piste juniors : l'argent en poursuite par équipes et sur le scratch et le bronze en course aux points.
Par la suite, il délaisse la piste et se concentre sur le cyclisme sur route. En 2015, chez les moins de 23 ans, il remporte une étape de la Course de la Paix espoirs. En 2016, il termine troisième du championnat de Grande-Bretagne du contre-la-montre espoirs et cinquième du championnat d'Europe sur route espoirs. Il se classe également troisième de Gand-Wevelgem espoirs. Lors de la saison 2017, il court pour l'équipe continentale SEG Racing Academy. Cependant sa saison est moins réussie, notamment car il subit une intervention chirurgicale pour résoudre des problèmes respiratoires.
En 2018, il rejoint l'équipe continentale britannique Wiggins et obtient ses premiers succès chez les professionnels. Il remporte au sprint deux étapes du Tour de l'Alentejo et la Rutland-Melton International Cicle Classic. Lors de la première étape du Tour de Grande-Bretagne, il se classe quatrième au sprint derrière André Greipel, Caleb Ewan et Fernando Gaviria. L'année suivante, il remporte une autre étape du Tour de l'Alentejo. En juillet, il est présélectionné pour représenter son pays aux championnats d'Europe de cyclisme sur route.
En 2020, il rejoint le World Tour en signant pour la formation espagnole Movistar, où il devient le troisième Britannique à courir pour l'équipe espagnole en 40 ans d'histoire, après Jeremy Hunt et Alex Dowsett. Il ne reste que deux saisons chez Movistar. En 2022, il rejoint l'équipe continentale britannique Saint Piran.

## Palmarès sur route

### Par années
- 2013
  - 2e du championnat de Grande-Bretagne sur route juniors
- 2014
  - Guido Reybrouck Classic
  - 4e étape du Tour du Pays de Galles juniors
- 2015
  - 1re étape de la Course de la Paix espoirs
  - Stafford Kermesse
- 2016
  - 3e du championnat de Grande-Bretagne du contre-la-montre espoirs
  - 3e de Gand-Wevelgem espoirs
  - 5e du championnat d'Europe sur route espoirs
- 2018
  - 1re et 6e étapes du Tour de l'Alentejo
  - Rutland-Melton International Cicle Classic
  - Leicester Castle Classic
  - 3e du Gran Premio della Liberazione
  - 3e du championnat de Grande-Bretagne sur route espoirs
  - 3e de l'Otley Grand Prix
- 2019
  - 3e étape du Tour de l'Alentejo
  - 2e de la Rutland-Melton International Cicle Classic

### Classements mondiaux
| Année           | 2015 | 2016 | 2017   |
| --------------- | ---- | ---- | ------ |
| UCI Europe Tour | 600e | 569e | 1 642e |

## Palmarès sur piste

### Championnats d'Europe
- Anadia 2014
  -  Médaillé d'argent de la poursuite par équipes juniors
  -  Médaillé d'argent du scratch juniors
  -  Médaillé de bronze de la course aux points juniors

### Championnats nationaux
- 2013
  - 2e du championnat de Grande-Bretagne de course aux points juniors
- 2014
  -  Champion de Grande-Bretagne de scratch juniors